# Veere (gemeente)
| Gemeentegrenzen Wijkgrenzen Buurtgrenzen Autosnelweg Secundaire weg Spoorweg |  |  | ██ Geselecteerde gemeente ██ Bebouwd gebied ██ Bos of park ██ Binnenwater, rivier of kanaal |

Veere en omgeving (2009)

Veere (uitspraakⓘ), (Zeeuws: (Ter) Veere) is een gemeente op het voormalige eiland Walcheren in de Nederlandse provincie Zeeland. De gemeente telt 22.067 inwoners (1 januari 2024, bron: CBS). Ook het voormalig werkeiland Neeltje Jans hoort tot het grondgebied van de gemeente. Het gemeentehuis staat in Domburg.

## Geschiedenis
Vanaf 1811 is er een gemeente Veere geweest, aanvankelijk bestaande uit de stad Veere en de plaats Zanddijk. Bij de gemeentelijke herindeling van 1 juli 1966 werden de toenmalige gemeenten Serooskerke en Vrouwenpolder toegevoegd. Deze situatie duurde tot eind 1996. Per 1 januari 1997 werd door samenvoeging met de gemeenten Domburg, Mariekerke, Valkenisse en Westkapelle de huidige gemeente Veere gevormd.

## Kernen
De gemeente Veere omvat dertien kernen.
| Woonplaats (BAG) | Inwoners 2023 |
| ---------------- | ------------- |
| Aagtekerke       | 1.465         |
| Biggekerke       | 865           |
| Domburg          | 1.710         |
| Gapinge          | 520           |
| Grijpskerke      | 1.430         |
| Koudekerke       | 3.465         |
| Meliskerke       | 1.465         |
| Oostkapelle      | 2.305         |
| Serooskerke      | 1.870         |
| Veere            | 1.640         |
| Vrouwenpolder    | 1.055         |
| Westkapelle      | 2.630         |
| Zoutelande       | 1.630         |

De gemeente bevat tevens de buurtschappen en gehuchten Boudewijnskerke, Buttinge, Dishoek, Groot Valkenisse, Hoogelande, Klein Valkenisse, Krommenhoeke, Mariekerke, Poppendamme, Sint-Jan ten Heere, Sint Janskerke, Werendijke en Zanddijk, de voormalige buurtschappen en gehuchten Molembaix, Molenperk, Pitteperk, Poppekerke, Schellach (deels), Snabbeldorp, en het voormalige tiendblok Geldtienden.
Verder ligt bij de plaats Veere nog de villawijk Buiten de Veste. Ook zijn er nog enkele bungalowwijken in de gemeente: Breezand bij Vrouwenpolder, Joossesweg bij Westkapelle, Kustlicht bij Zoutelande en Randduin en Duno bij Oostkapelle.

## Gemeenteraad
De gemeenteraad van Veere bestaat uit 19 zetels. Hieronder staat de samenstelling van de gemeenteraad sinds 1997:
| Partij                   | 1997 | 2002 | 2006 | 2010 | 2014 | 2018 | 2022 |
| ------------------------ | ---- | ---- | ---- | ---- | ---- | ---- | ---- |
| SGP                      | 4    | 4    | -    | -    | -    | -    | 4    |
| GroenLinks-PvdA          | 3    | 4    | 5    | 4    | 3    | 5    | 3    |
| VVD                      | 4    | 4    | 3    | 4    | 3    | 3    | 3    |
| HVV                      | -    | -    | -    | -    | -    | -    | 3    |
| DTV                      | -    | 1    | 1    | 2    | 3    | 3    | 2    |
| CDA                      | 5    | 5    | 5    | 4    | 4    | 3    | 2    |
| RPF/GPV1 / ChristenUnie2 | 1    | 12   | -    | -    | -    | -    | 12   |
| D66                      | 1    | -    | -    | 1    | 1    | -    | 1    |
| ChristenUnie-SGP         | -    | -    | 5    | 4    | 5    | 5    | -    |
| AOV/Unie 55+             | 1    | -    | -    | -    | -    | -    | -    |
| Totaal                   | 19   | 19   | 19   | 19   | 19   | 19   | 19   |

## Aangrenzende gemeenten
| Aangrenzende gemeenten | Aangrenzende gemeenten | Aangrenzende gemeenten | Aangrenzende gemeenten | Aangrenzende gemeenten |
| ---------------------- | ---------------------- | ---------------------- | ---------------------- | ---------------------- |
|                        |                        |                        |                        | Schouwen-Duiveland     |
|                        |                        |                        |                        |                        |
|                        | Noord-Beveland         |                        |                        |                        |
|                        |                        |                        |                        |                        |
|                        |                        | Vlissingen             |                        | Middelburg             |

## Vuurtorens
In de gemeente bevinden zich verschillende vuurtorens en lichtopstanden.
- Westkapelle Hoog
- Westkapelle Laag
- Lichtopstand Zoutelande
- Lichtopstanden van Kaapduinen

Vanuit deze torens zijn er drie lichtenlijnen om de scheepvaart veilig naar en door het Oostgat te loodsen.

## Cultuur

### Monumenten
In de gemeente zijn er een aantal rijksmonumenten en oorlogsmonumenten, zie:
- Lijst van rijksmonumenten in Veere (gemeente)
- Lijst van oorlogsmonumenten in Veere
- Lijst van Stolpersteine in Veere

### Kunst in de openbare ruimte
In de gemeente zijn diverse beelden, sculpturen en objecten geplaatst in de openbare ruimte, zie:
- Lijst van beelden in Veere

### Televisie
Opa Henry Buys, uit de succesvolle VARA-sitcom Oppassen!!!, is in de serie een tijd burgemeester van Veere geweest, namens de VVD. Bekend was zijn catchphrase: "de ex-burgemeester van het mooie plaatsje Veere."

## Lokale omroep
De lokale omroep van de gemeente Veere is sinds 2013 W-FM, wat staat voor Walcheren FM.

## Natuur
De Natura 2000-gebieden Westerschelde & Saeftinghe, 
Voordelta, Oosterschelde, Veerse Meer en Vlakte van de Raan liggen voor een deel in de gemeente Veere. 
Helemaal binnen de gemeente ligt het Natura 2000-gebied de Manteling van Walcheren en binnen dat gebied ligt Oranjezon. 